# いずみ中央駅
いずみ中央駅（いずみちゅうおうえき）は、神奈川県横浜市泉区和泉中央南にある、相模鉄道相鉄いずみ野線の駅である。駅番号はSO35。

## 歴史
- 1990年（平成2年）4月4日：開業[1]。当時は終着駅であった[1]。
- 1993年（平成5年）4月21日：「相鉄ライフ」が開業。
- 1999年（平成11年）
  - 2月27日：快速の運転が開始され、当駅が停車駅となる[2]。
  - 3月10日：当駅 - 湘南台駅間延伸開業により、途中駅となる[2]。
- 2000年（平成12年）12月：サービスセンター「グリーンぽけっと」閉鎖[3]。
- 2017年（平成29年）3月8日：ホームに待合室を設置。
- 2023年（令和5年）4月19日：ホームドアの使用を開始[4]。

### 駅名の由来
泉区の行政の中心である区役所に隣接していることから「いずみ中央」となる。

## 駅構造
島式ホーム1面2線を有する高架駅。ホームは3階に改札は1階にあり、階段の他、エレベーターとエスカレーターが設置されている。駅は駅ビル（いずみ中央ライフ）と構造的に一体化されている。このビルには商業施設及び泉区民文化センターが入居している。
当駅開業時に設置されたホームエレベーター、多目的トイレはいずれも相鉄線の駅で初めての設備であった。

### ギャラリー

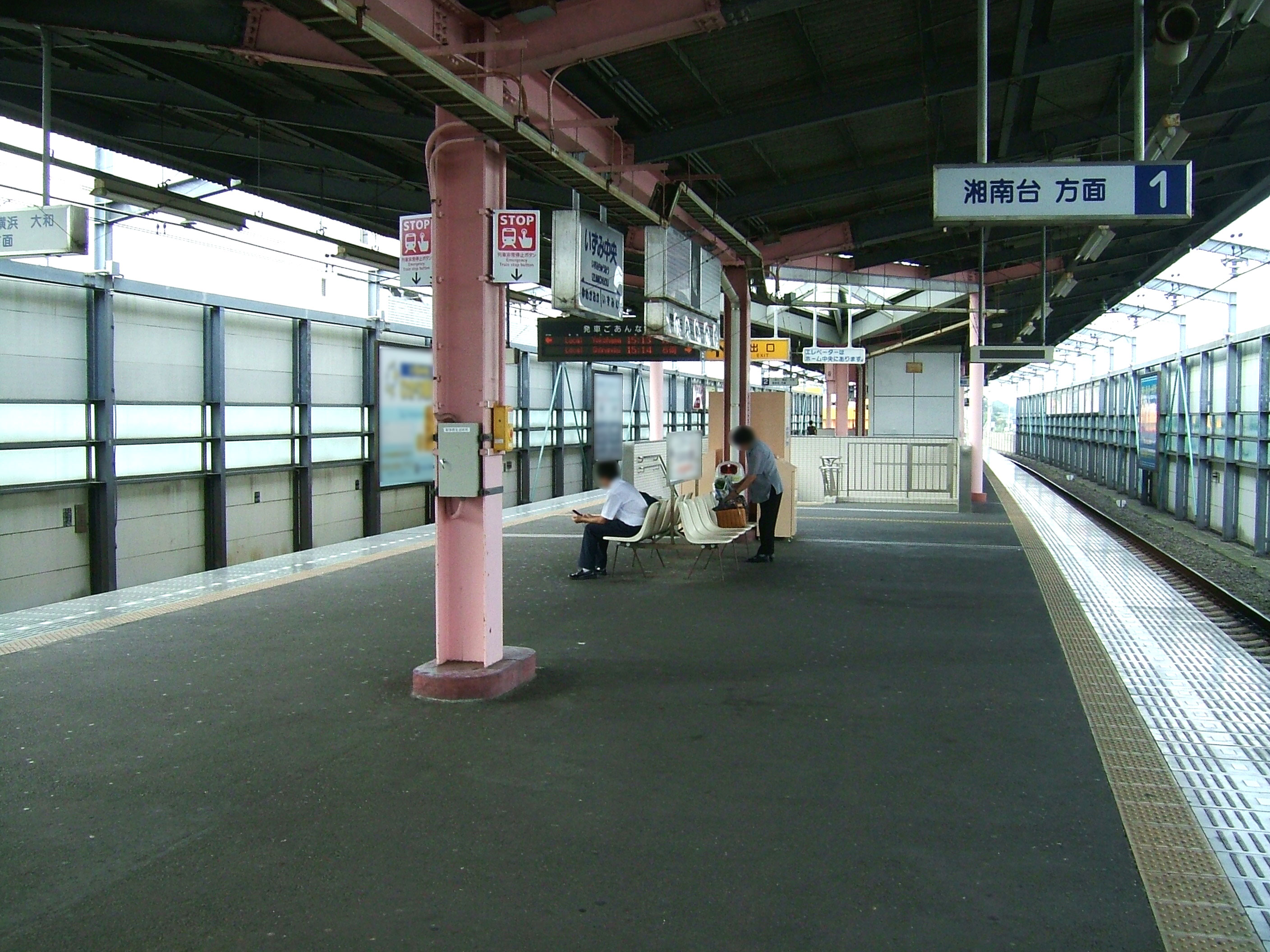
リニューアル前のホーム（2008年9月）
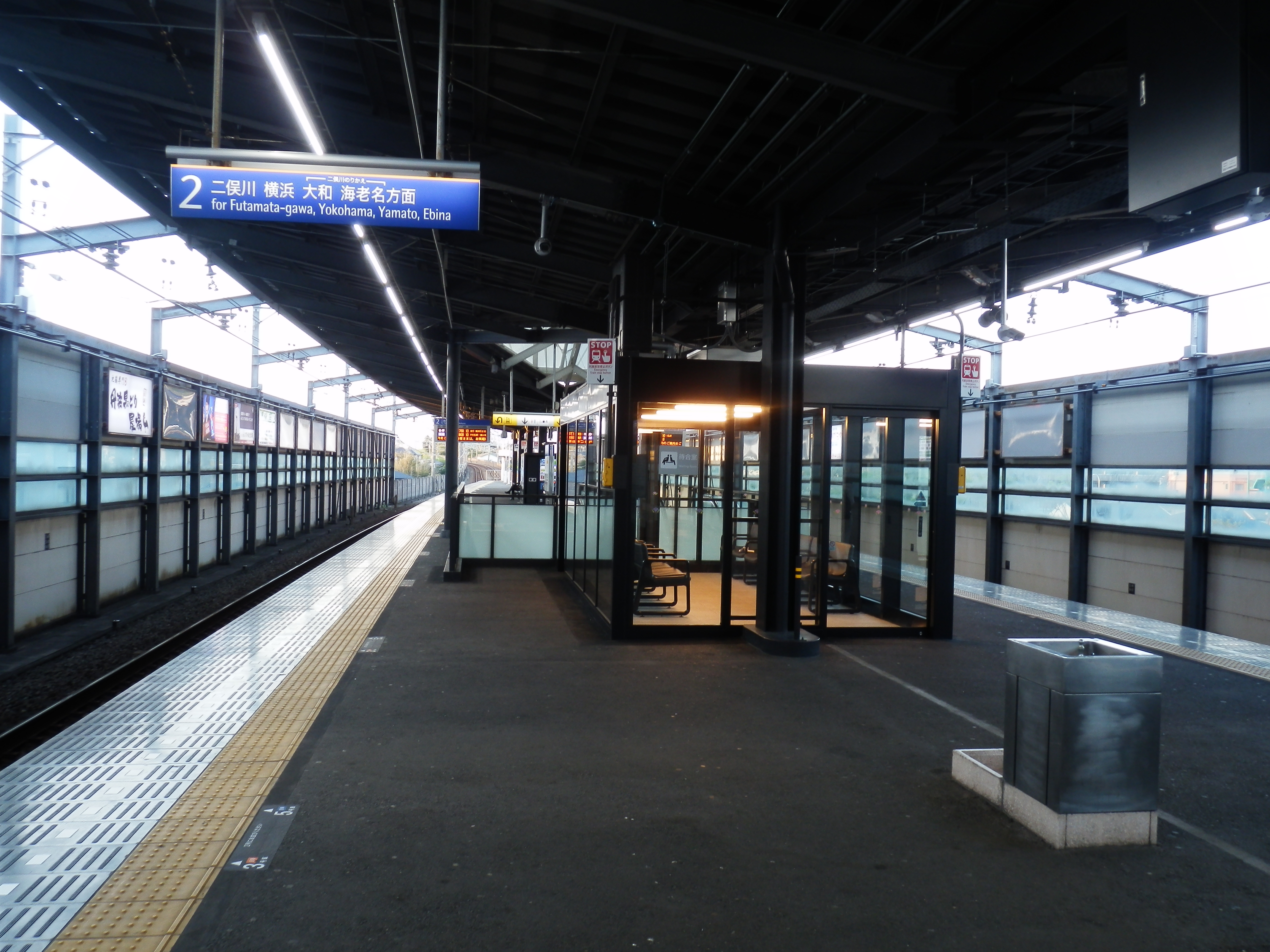
リニューアル後のホーム（2017年4月）
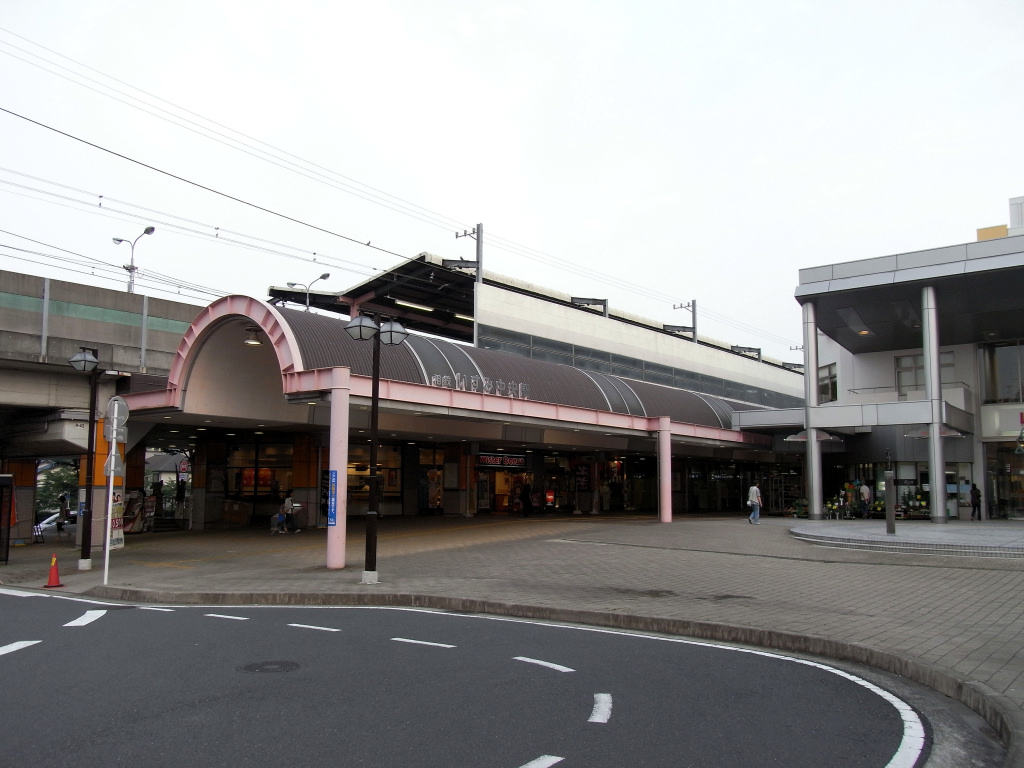
リニューアル前の駅舎（2009年6月）
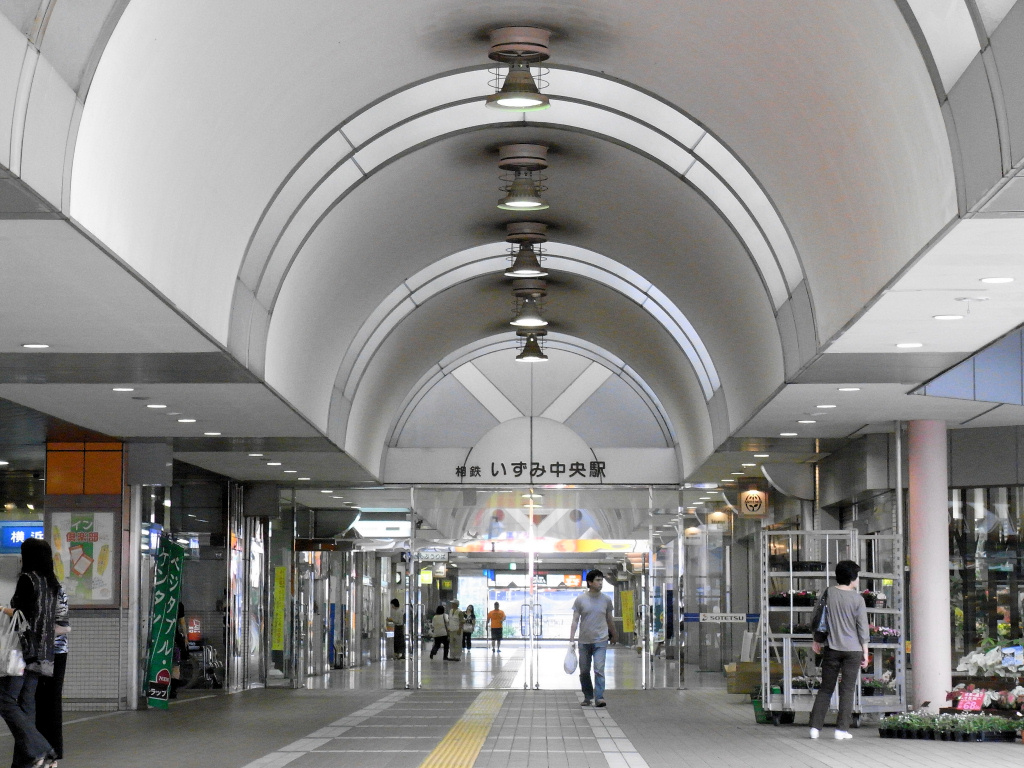
駅入り口と構内商店（2009年6月）
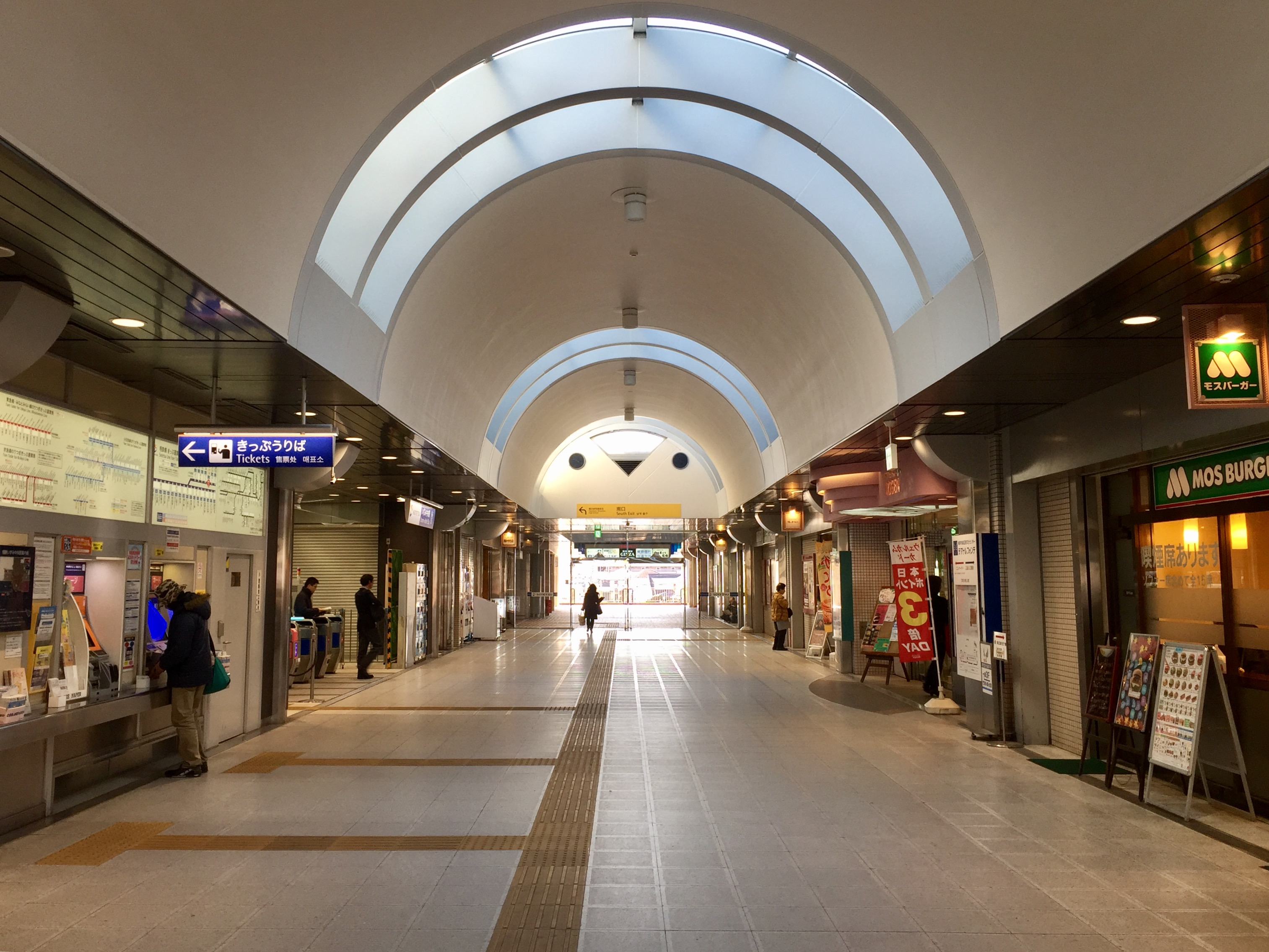
改札外コンコース（2017年1月）
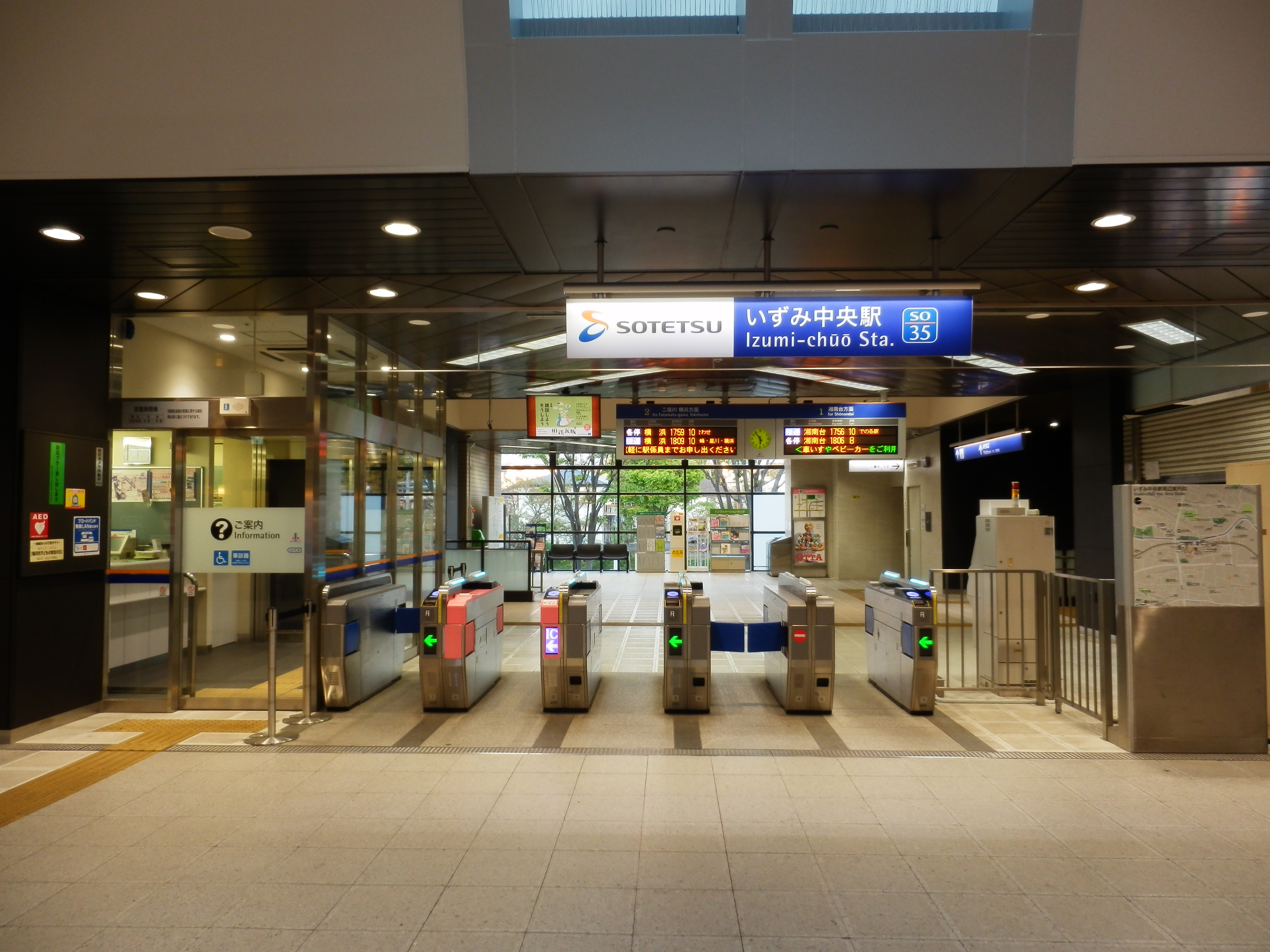
改札口（2017年4月）
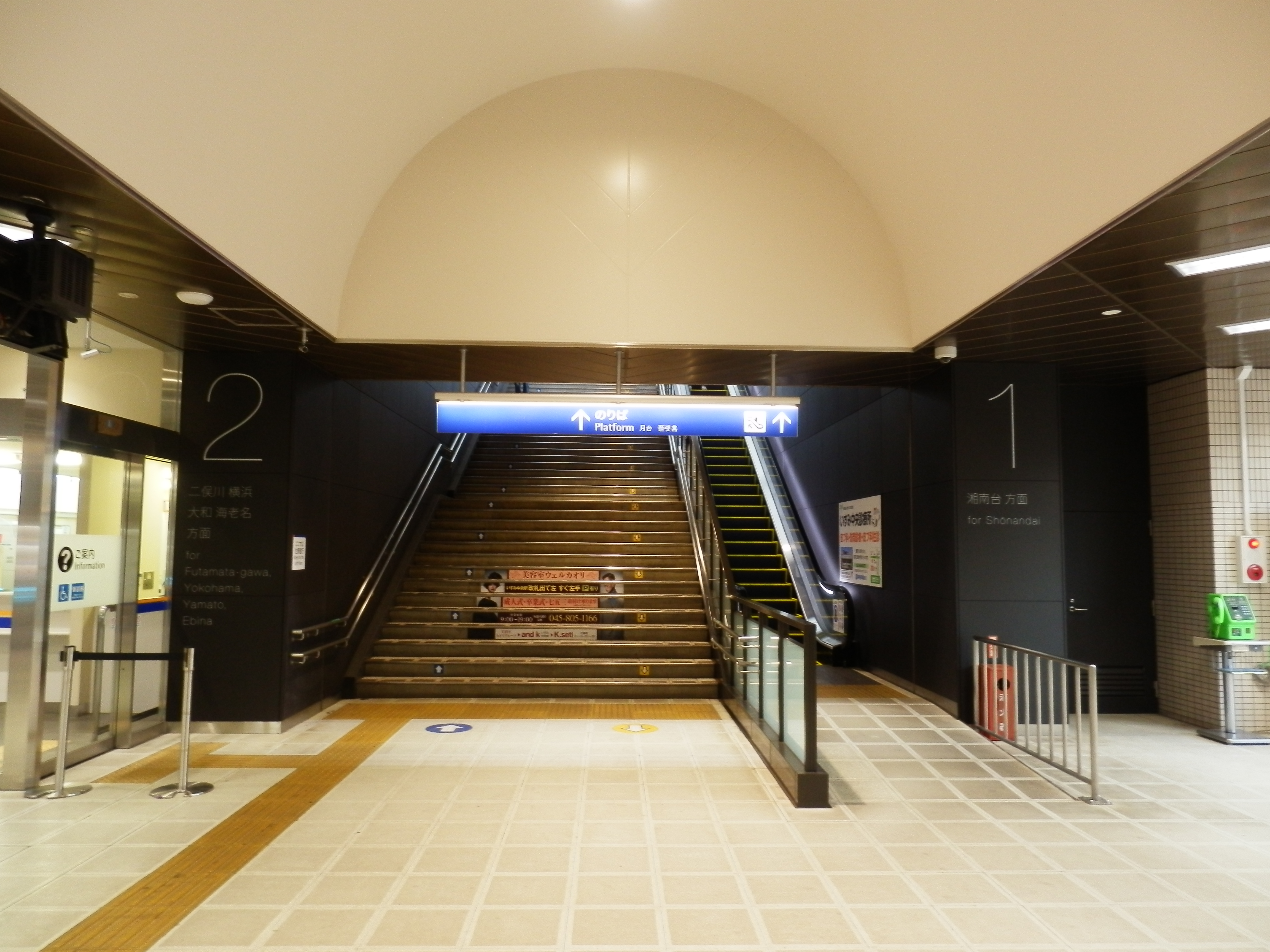
改札内（2017年4月）
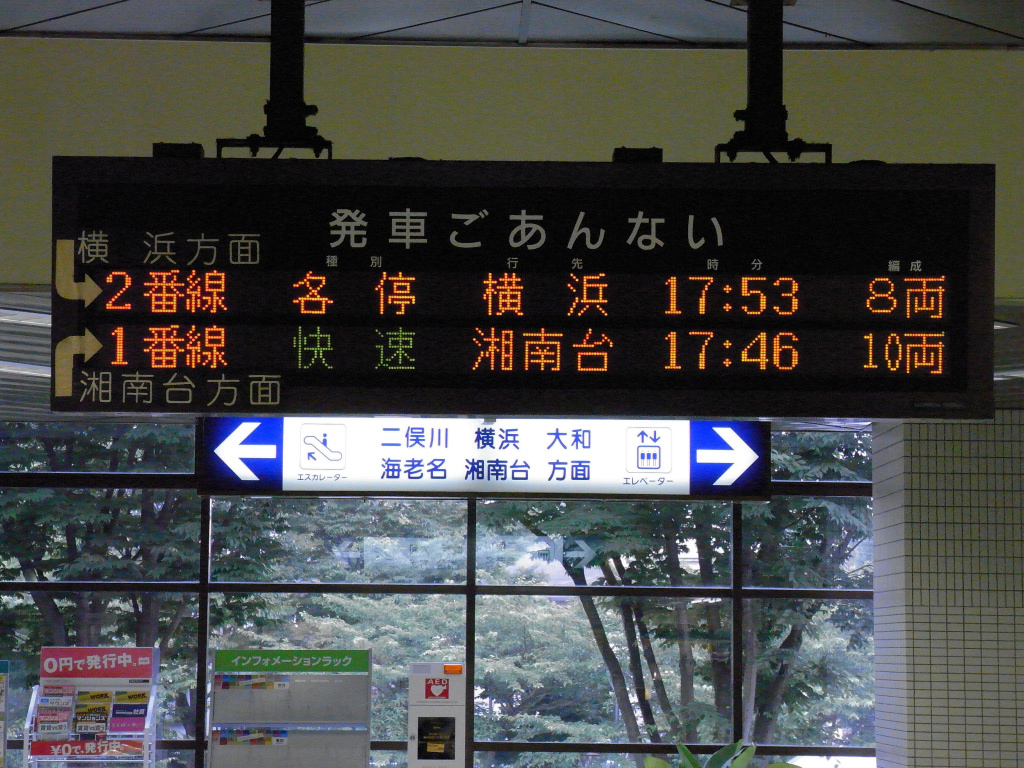
改札口の旧発車標（2009年6月）

### のりば
| 番線 | 路線           | 方向 | 行先                                             |
| ---- | -------------- | ---- | ------------------------------------------------ |
| 1    | 相鉄いずみ野線 | 下り | 湘南台方面                                       |
| 2    | 相鉄いずみ野線 | 上り | 横浜・海老名（二俣川のりかえ）・羽沢横浜国大方面 |

## 利用状況
2024年度の1日平均乗降人員は15,694人である。相鉄線全27駅中第19位。特急・通勤特急停車駅のいずみ野駅よりも利用客が多い。
近年の1日平均乗降・乗車人員推移は下記の通り。
| 年度               | 1日平均 乗降人員 | 1日平均 乗車人員 | 出典     |
| ------------------ | ---------------- | ---------------- | -------- |
| 1990年（平成02年） |                  | 6,174            | [ # 1 ]  |
| 1991年（平成03年） |                  | 7,369            | [ # 1 ]  |
| 1992年（平成04年） |                  | 8,225            | [ # 1 ]  |
| 1993年（平成05年） |                  | 8,937            | [ # 1 ]  |
| 1994年（平成06年） |                  | 9,518            | [ # 1 ]  |
| 1995年（平成07年） |                  | 9,962            | [ # 1 ]  |
| 1996年（平成08年） |                  | 10,027           | [ # 1 ]  |
| 1997年（平成09年） |                  | 10,088           | [ # 1 ]  |
| 1998年（平成10年） |                  | 10,140           | [ # 1 ]  |
| 1999年（平成11年） | 18,025           | 8,987            | [ * 1 ]  |
| 2000年（平成12年） | 15,737           | 7,880            | [ * 1 ]  |
| 2001年（平成13年） | 15,090           | 7,561            | [ * 2 ]  |
| 2002年（平成14年） | 14,915           | 7,496            | [ * 3 ]  |
| 2003年（平成15年） | 14,898           | 7,477            | [ * 4 ]  |
| 2004年（平成16年） | 14,788           | 7,436            | [ * 5 ]  |
| 2005年（平成17年） | 15,088           | 7,573            | [ * 6 ]  |
| 2006年（平成18年） | 15,118           | 7,604            | [ * 7 ]  |
| 2007年（平成19年） | 15,484           | 7,775            | [ * 8 ]  |
| 2008年（平成20年） | 15,842           | 7,964            | [ * 9 ]  |
| 2009年（平成21年） | 15,908           | 7,990            | [ * 10 ] |
| 2010年（平成22年） | 16,061           | 8,067            | [ * 11 ] |
| 2011年（平成23年） | 15,919           | 7,985            | [ * 12 ] |
| 2012年（平成24年） | 15,979           | 8,006            | [ * 13 ] |
| 2013年（平成25年） | 15,993           | 8,023            | [ * 14 ] |
| 2014年（平成26年） | 15,612           | 7,822            | [ * 15 ] |
| 2015年（平成27年） | 15,772           | 7,915            | [ * 16 ] |
| 2016年（平成28年） | 15,850           | 7,962            | [ * 17 ] |
| 2017年（平成29年） | 16,016           | 8,042            | [ * 18 ] |
| 2018年（平成30年） | 16,195           | 8,121            | [ * 19 ] |
| 2019年（令和元年） | 16,257           | 8,151            | [ * 20 ] |
| 2020年（令和02年） | 12,814           | 6,405            | [ * 21 ] |
| 2021年（令和03年） | 13,527           | 6,757            | [ * 22 ] |
| 2022年（令和04年） | 14,644           | 7,302            | [ * 23 ] |
| 2023年（令和05年） | 15,265           |                  |          |
| 2024年（令和06年） | 15,694           |                  |          |

## 駅周辺

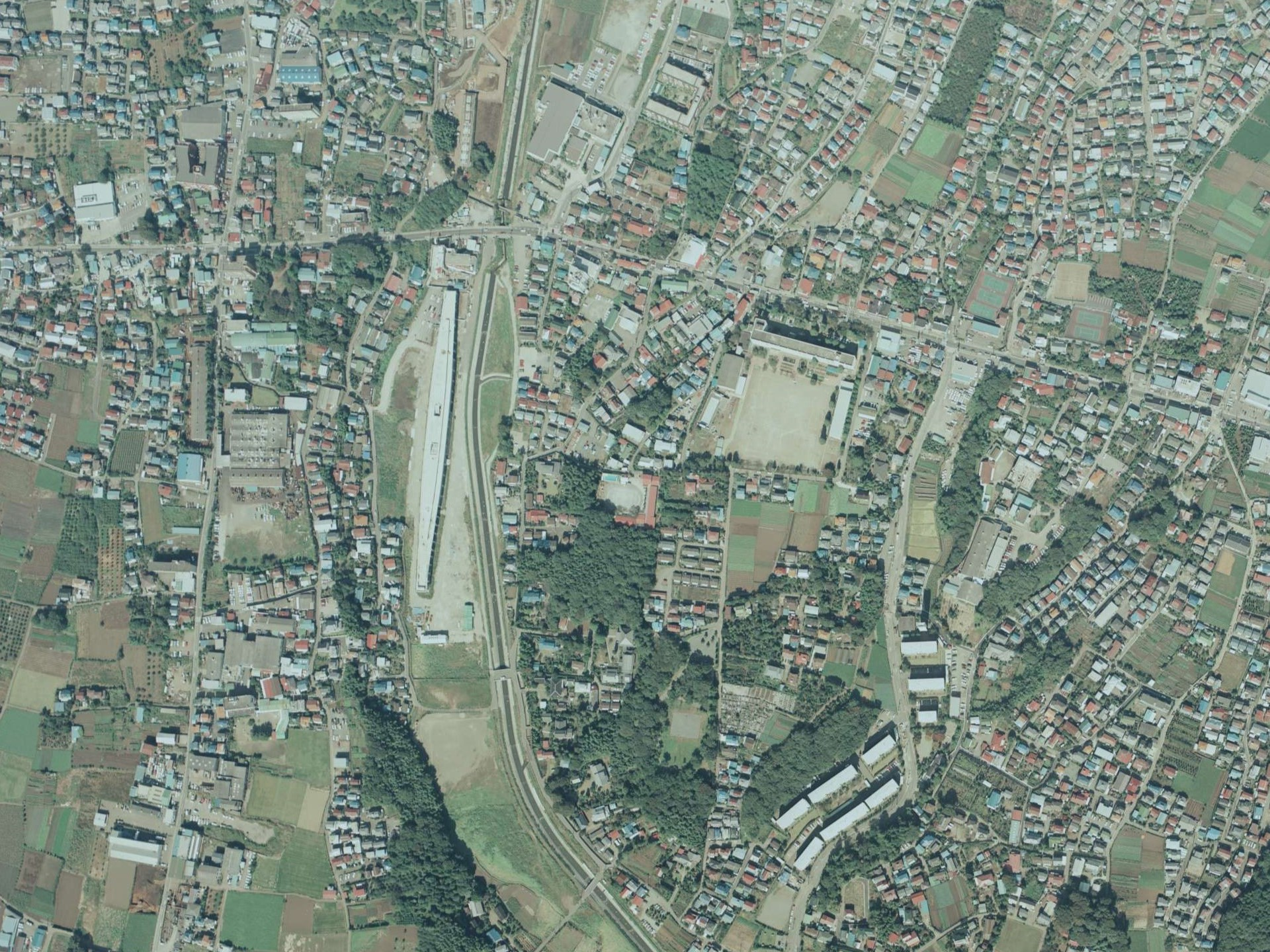
建設中のいずみ中央駅付近空中写真（1988年10月撮影 国土画像情報オルソ化空中写真（国土交通省）より）

駅は和泉川が流れる谷に位置し、相鉄いずみ野線の他の駅と同じく周辺にはベッドタウン的なニュータウンが広がっている。ただし、台地を切り開き造成した他の駅と異なり、川と街道（長後街道・古くは大山道ともいった）が近いことから古くから人の往来があった地域であり、かつては養蚕が盛んであった。駅近くのJA横浜和泉支店の敷地内には糸を取るために死んだカイコを祀った石碑が残されており、当時の面影を偲ぶことができる。
駅周辺にはこの長後街道以外にも環状4号線が通っており、長後街道とは駅の北西で交差している。環状4号線は比較的新しい道路で全区間が基本的に片側2車線で整備され、2000年（平成12年）に当駅周辺を含む地下鉄下飯田駅から相模鉄道瀬谷駅の区間が開通したのをはじめに、その他の区間でも整備が進められている。この道路沿いには大規模駐車場を備えたロードサイド型の店舗がいくつか出店しており、鉄道利用を前提とした作りとなっている相鉄いずみ野線の他の駅周辺とは趣を異にしている。一方で古くからある長後街道の方は片側1車線で朝夕は混雑が激しかったが、2008年（平成20年）から2011年（平成23年）にかけて当駅周辺の区間が片側2車線に拡張され、これにより戸塚駅付近の起点から藤沢市境の境川付近までの区間で片側2車線となった。長後街道沿いはロードサイド型の店舗はなく、道路に面しているのは小売店・飲食店や住宅である。
駅の西側には改札外コンコースにより接続されている駅ビルの「相鉄ライフ いずみ中央」（通称：いずみ中央ライフ/施設管理：相鉄ビルマネジメント）がある（※改札横の高架下部分にも店舗等あり）。
一方、駅の東側には和泉川が流れている。和泉川は国土交通省の主宰する「ふるさとの川整備事業」に指定されており、川に隣接して親水広場「地蔵原の水辺」が設置されている。親水広場には水深の浅いプールとビオトープが設置され、夏の晴れた日などはたくさんの子供が水遊びをする姿を見ることができる。また桜（ソメイヨシノ）が植えられており、花見の季節にも多くの人が訪れる。
駅東口の南東の泉中央公園には、鎌倉時代武士の泉親衡（いずみちかひら）の館だと伝わる城跡（泉小次郎親衡館）があり、周辺にも親衡関係の伝承地がある。
なお、1927年（昭和2年）3月には、相武電気鉄道が、本厚木駅（当時は相模厚木駅）から和泉臺駅（現在のいずみ中央駅西側）・戸塚駅を経由して新横浜駅（横浜市南区南太田町、現在の新横浜駅とは異なる）に至る、厚木新横浜線の路線免許を申請した。しかし神中鉄道（現 相模鉄道本線）・湘南電気鉄道（現 京浜急行電鉄本線）と競合していたため、申請は却下された。

### 相鉄ライフいずみ中央（駅ビル）
店舗の詳細は「公式サイト」を参照。
- そうてつローゼン いずみ中央店
- ケンタッキーフライドチキン いずみ中央店
- モスバーガー いずみ中央駅店
- アイン薬局 いずみ中央店
- 横浜銀行 いずみ中央駅出張所[注 1]
- 横浜市泉区民文化センター（テアトルフォンテ） - 建物内3階（※北口バスロータリー側の2階外階段より）
- 貸倉庫 他

### 泉区総合庁舎
- 横浜市泉区役所
- 横浜市泉消防署
- 泉保健所
- 横浜市泉公会堂
- 横浜銀行 泉区総合庁舎出張所[注 1]

### 公共施設
- 神奈川県道22号横浜伊勢原線（長後街道）
- 環状4号線
- 和泉川親水広場「地蔵原の水辺」
- 泉中央公園
- 泉警察署 上飯田交番
- 横浜市立中和田小学校
- 横浜市立中和田中学校
- 横浜市立上飯田小学校
- くら寿司横浜泉店
- 神奈川県立横浜修悠館高等学校[注 2]
- 横浜市営地下鉄ブルーライン・立場駅（徒歩15分）

### その他
- ロピア いずみ中央店[注 3]
  - ダイソー 横浜いずみ中央店
- 横浜中和田郵便局
- 横浜農協 和泉支店
- 横浜農協 飯田支店
- 横浜銀行 和泉支店
- イトーヨーカドー 立場店
- ヨークマート 立場店

### 寺社・史跡
- 須賀神社
- 長福寺
- 泉小次郎伝承地（泉小次郎親衡館ほか）

## バス路線
最寄りの停留所は、駅北側のロータリーにある「いずみ中央駅」と、駅北方にある長後街道上の「泉区総合庁舎」となる。なお、前述のロータリーにはタクシー乗り場もあるが、一般車両は進入禁止となっている。

### いずみ中央駅
- 1番乗り場
  - 神奈川中央交通
    - 立02 - 立場ターミナル行

  - 天台観光
    - Eバス - いずみ中央駅（下和泉住宅循環）・下飯田駅（下和泉住宅循環）・三丁目西行
- 2番乗り場
  - 神奈川中央交通
    - 立02 - 上飯田車庫行

### 泉区総合庁舎
- 西方向
  - 神奈川中央交通
    - 戸61 - 上飯田車庫行（いちょう団地経由）
    - 戸64 - いちょう団地行
    - 立02 - 上飯田車庫行（ひなた山経由）
    - 長54 - 長後駅行
- 東方向
  - 神奈川中央交通
    - 戸61・戸64 - 戸塚バスセンター行
    - 立02・長54 - 立場ターミナル行

## 隣の駅
相模鉄道
 相鉄いずみ野線
■特急・■通勤特急（平日上りのみ運転）
通過
■通勤急行（平日上りのみ運転）・■快速・■各駅停車
いずみ野駅 (SO34) - いずみ中央駅 (SO35) - ゆめが丘駅 (SO36)